# Andreas Zitzlsperger
Andreas Zitzlsperger (* 27. März 1891 in Hebertshausen) war ein deutscher Politiker (Völkischer Block). Er war unter anderem Mitglied des Bayerischen Landtages.

## Leben und Wirken
In seiner Jugend besuchte Zitzlsperger die Volksschule und die Realschule in Passau. Später wurde er an der Handelshochschule in Mannheim ausgebildet. In den 1920er Jahren arbeitete er als Zollsekretär in Würzburg.
1924 wurde Zitzlsperger als Kandidat des Völkischen Blocks in den Bayerischen Landtag gewählt, dem er bis 1928 als Abgeordneter angehören sollte (gewählt in den Stimmkreisen Zweibrücken, Pirmasens, Bergzabern, Frankenthal und Kaiserslautern).
Zitzlsperger war 1923 als Geldbote der Haupthilfsstelle für die Pfalz tätig, einer in Mannheim und Heidelberg ansässigen Stelle, die – finanziert vom Reich und von Bayern – Propaganda gegen die französische Besetzung der Pfalz und die dortigen Separatisten betrieb. 1924 war Zitzlsperger an der Einschleusung gefälschter Regiefranken in das besetzte Gebiet beteiligt. Da die Haupthilfsstelle in die Geldfälschungen verwickelt war, wurde sie im Mai 1924 durch die badische Regierung aufgelöst. Badische Stellen gingen anhand einer Unterredung Zitzlspergers mit Reichsfinanzminister Hans Luther in Heidelberg davon aus, dass höchste Reichsstellen von den Geldfälschungen wussten oder an ihnen beteiligt waren.
Ein von Zitzlsperger gezeichneter Artikel im Fränkischen Kurier vom 22. August 1925 wies von Berthold Jacob in der Weltbühne erhobene Vorwürfe gegen die Haupthilfsstelle zurück. Laut Jacob hatte der Leiter der Stelle, August Ritter von Eberlein, den Mordanschlag auf den pfälzischen Separatistenführer Heinz-Orbis organisiert. Ausweislich eines erhaltenen Entwurfs stammte der von Zitzlsperger unterzeichnete Artikel von Eberlein, der Jacobs Vorwürfe als „Aufwärmung alter französischer Lügen“ bezeichnete.